# Aloys Bossy

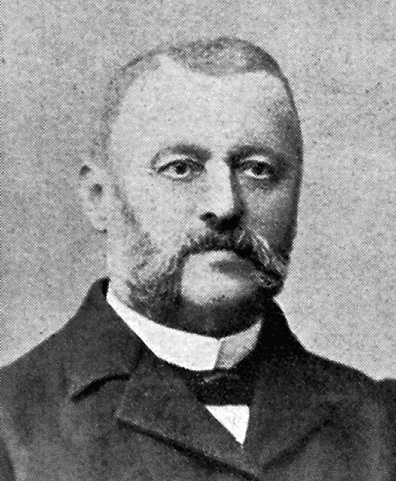
Aloys Bossy

Aloys Bossy, auch Aloïs, (* 7. November 1844 in Givisiez; † 12. März 1913 in Vevey; heimatberechtigt in Givisiez und Avry-sur-Matran) war ein Schweizer Politiker (katholisch-konservativ).

## Leben
Aloys Bossy wurde als Sohn des Gutsbesitzers François Bossy geboren. Er ging eine Ehe mit Hermine-Marie Bucher ein.
Nach seiner Schulzeit am Kollegium St. Michael in Freiburg und einem Aufenthalt in Stuttgart begann er seine Karriere als Lehrer am Kollegium St. Michael (1870–1878). Anschliessend war er von 1878 bis 1880 Oberamtmann des Vivisbachbezirks. Von 1880 bis 1906 gehörte Bossy als katholisch-konservativer Staatsrat der Freiburger Kantonsregierung an, wo er die Direktion des Inneren leitete. Parallel dazu war er von 1881 bis 1906 Mitglied des Grossrats, von 1884 bis 1898 Ständerat und von 1898 bis 1907 Nationalrat.
Bossy setzte sich auf kantonaler Ebene für die Schaffung der Milchwirtschaftlichen Station (1888), des Landwirtschaftlichen Instituts (ab 1900) und des Technikums (1903) ein; er unterstützte die Psychiatrieklinik von Marsens und das Kantonsspitalprojekt. Er war ein Förderer der Flechtereischule und der Kartonagefabrik und engagierte sich in verschiedenen landwirtschaftlichen und gewerblichen Organisationen. 1906 zwang ihn ein Skandal im Zusammenhang mit seinen Finanzaktivitäten zur Aufgabe der politischen Karriere.